# Nebria diversa
Nebria diversa är en skalbaggsart som beskrevs av Leconte 1863. Nebria diversa ingår i släktet Nebria och familjen jordlöpare. Inga underarter finns listade i Catalogue of Life.